# Sarcus
Sarcus település Franciaországban, Oise megyében. Lakosainak száma 270 fő (2022. január 1.). Sarcus Brombos, Broquiers, Élencourt, Feuquières, Grandvilliers, Moliens, Saint-Thibault, Sarnois és Hescamps községekkel határos.

## Népesség
A település népessége az elmúlt években az alábbi módon változott:
| Lakosok száma | 272  | 264  | 266  | 265  | 266  | 267  | 267  | 266  | 270  |
|               | 2013 | 2015 | 2016 | 2017 | 2018 | 2019 | 2020 | 2021 | 2022 |